# 索命影帶2
《索命影帶2》（英語：V/H/S/2，前稱為）是一部2013年美國恐怖多段式電影，2012年《索命影帶》的續集。電影主要以拾得錄像的方式拍攝。電影主要由導演傑森·艾斯納、蓋瑞斯·艾文斯、蒂莫·賈夏托、艾德華多·桑契斯、葛雷格·海爾，以及前作的編劇、導演西蒙·巴雷特、亞當·溫高德一同執導與撰寫一系列短片。
其續集為2014年的《索命影帶3》與2021年的《索命影帶94》，與2022年改編自篇章〈睡衣派對外星人綁架事件〉（Slumber Party Alien Abduction）的衍生作《小鬼鬥幽浮》。

## 劇情
一名大學生的母親請求私家偵探賴瑞與他的女友阿伊莎一起調查她的兒子凱爾的失蹤案。當闖入凱爾的宿舍後，發現了一堆錄影帶和一台筆記型電腦，並認為這些影帶的內容也許和凱爾的失蹤案有關，並依序播放這些錄影帶，並目擊了四段不可思議、卻又絕對真實的恐怖紀錄…

## 篇章
本電影由多段式恐怖電影的選集呈現，發生在一個架構故事內，共同從一部故事接著觀看以下篇章故事，使每個篇章故事以拾得錄像的概念連結在一起。

### 〈影帶56〉（Tape 56）
由西蒙·巴雷特執導。
一名大學生的母親請求私家偵探賴瑞與他的女友阿伊莎一起調查她的兒子凱爾的失蹤案。闖入凱爾的宿舍後，發現一堆錄影帶和一台筆記型電腦，並認為這些影帶的內容也許和凱爾的失蹤案有關，其中還發現一捲名為「影帶56」的錄像帶，而阿伊莎使用筆記型電腦繼續觀看錄像帶內容。

### 〈第一期臨床試驗〉（）
由亞當·溫高德執導。
由於赫爾曼發生嚴重的車禍導致他喪失了右眼，在醫生的建議下替換了正在開發測試階段的「人造眼球」，但是奇怪的是這隻眼睛似乎好像能夠看見鬼魂，使赫爾曼時常遭到鬼魂的騷擾，而引發一連串的事件...

### 〈公園騎行〉（）
由艾德華多·桑契斯與葛雷格·海爾 執導。
自行車騎士麥可帶著他的頭盔式攝影機正在樹林裡騎車錄影的同時，遠處傳來女子的尖叫、救命聲，當他正要將女子送醫時，女子突然發狂並咬傷麥可的脖子，導致麥可大量失血而死。一段時間後變成喪屍的麥可繼續錄下了一段襲擊人們的恐怖過程...

### 〈避難所〉（）
由蒂莫·賈夏托與蓋瑞斯·艾文斯執導。
由記者馬利克、製片人兼未婚妻莉娜、馬利克最好的朋友亞當和攝影師喬尼組成的攝影組進入印尼一個名為「天堂之門」的邪教組織，希望用大量攝影機拍攝一部關於他們神秘活動的紀錄片。正當他們錄影到一半時，邪教成員們突然集體自殺，剩下的邪教成員們抓走了懷有身孕的莉娜，並打算進行惡魔儀式，用莉娜懷中的孩子復活惡魔「巴風特」，使三人展開救援行動。

### 〈睡衣派對外星人綁架事件〉（）
由傑森·艾斯納執導。
一群青少年將攝影機攜帶在一隻名叫坦克的約克夏犬身上，並拍攝了湖邊一起遊玩玩耍的影片，但是他們並沒有注意到攝像機拍攝到灰色外星人正在偷窺著他們的一舉一動。到了夜晚灰色外星人展開綁架行動，並用飛船上的牽引光束將他們給擄走，而坦克身上的攝影機則拍攝到了當天的綁架行動過程。

## 演員

### 影帶 49（Tape 49）
- 勞倫斯·邁克爾·萊文 飾演 賴瑞（Larry）
- 凱爾·雅柏特 飾演 阿伊莎（Ayesha）
- L.C.霍特 飾演 凱爾（Kyle）
- 西蒙·巴雷特 飾演 史蒂夫（Steve）
- 明蒂·羅伯森 飾演 塔比莎（Tabitha）

### 第一期臨床試驗（Phase I Clinical Trials）
- 亞當·溫高德 飾演 赫爾曼（Herman）
- 漢娜·休斯 飾演 克麗莎（Clarissa）
- 約翰 T.伍德斯 飾演 佛萊舍醫生（Dr. Fleischer）
- 柯莉·琳·費茲派崔克 飾演 年輕女子
- 布萊恩·伍德維奇 飾演 渾身是血的男子
- 約翰·卡瑞斯 飾演 叔叔
- 凱西·亞當斯 飾演 賈斯汀（Justin）

### 公園騎行（A Ride in the Park）
- 傑·桑德斯 飾演 自行車騎士
- 貝特·卡薩特 飾演 尖叫的女子
- 戴夫·科恩 飾演 撒瑪利亞人（男）
- 溫蒂·丹妮金 飾演 撒瑪利亞人（女）
- 戴雯·布魯克歇爾 飾演 自行車騎士的女友

### 避難所（Safe Haven）
- 法赫·亞柏（英语：Fachri Albar） 飾演 亞當（Adam）
- 漢娜·奧希德（英语：Hannah Al Rashid） 飾演 麗娜 （Lena）
- 奧卡·安塔拉（英语：Oka Antara） 飾演 馬利克（Malik）
- 安德魯·蘇利曼 飾演 喬尼（Joni）
- 埃皮·卡珊達 飾演 邪教教主
- R.R.皮那堤 飾演 艾布·希利（Ibu Sri）

### 睡衣派對外星人綁架事件（Slumber Party Alien Abduction）
- 萊蘭·羅根 飾演 蓋瑞（Gary）
- 薩曼莎·葛西 飾演 珍（Jen）
- 柯恩·金 飾演 雷迪（Randy）
- 札克·福德 飾演 尚恩（Shawn）
- 喬許·英格姆 飾演 丹尼（Danny）
- 傑瑞米·桑德斯 飾演 札克（Zack）
- 法蘭克·維爾克 聲演 約克夏犬坦克與外星人

## 外部連結
- 官方网站
- 互联网电影数据库（IMDb）上《V/H/S/2》的资料（英文）
- AllMovie上《V/H/S/2》的资料（英文）
- Box Office Mojo上《V/H/S/2》的資料（英文）